# ミゲル・ミノエス
ミゲル・ミノエス（Miguel Minoes、慶長2年（1597年）- 寛永5年（1628年）5月14日）は、17世紀の日本人キリスト教徒。イエズス会司祭。

## 生涯
慶長2年（1597年）、美濃国に生まれたと思われる。

### 日本追放まで
慶長19年（1614年）、キリシタン追放令によって原マルティノ、マンショ小西、ペトロ・カスイ岐部、コンスタンティノ・ドラード（後マカオ修道院長）らとともにマカオに追放される。

### ローマ時代
その後マカオのコレジオに学んだが、現地上長の日本人を司祭にしない方針に落胆して海路ローマを目指し、ゴアから喜望峰を経て、ポルトガルに到着。コインブラ大学で学び日本人として初めて哲学の学位を与えられた。さらにローマに渡って元和7年（1621年）10月イエズス会に入会、聖アンドレ修練院に入学。修練院の名簿には美濃国出身でこのとき30歳であったと記される。

### 司祭時代
その後、寛永3年（1626年）ローマで司祭に叙階されるが、日本への帰国を果たさぬうち寛永5年（1628年）5月14日、リスボンで死去した。